# Station Birkerød
Station Birkerød is een S-tog-station in Birkerød in de gemeente Rudersdal, Denemarken. Het station werd op 8 juni 1864 geopend door Den Nordsjællandske Jernbane (al snel Nordbanen genoemd) en lag toen buiten de bebouwde kom: door het station bovenop een heuvel te bouwen was het voor de treinen namelijk eenvoudiger om weer op snelheid te komen na een stop te Birkerød. Sinds de opening van het station is Birkerød echter gegroeid en tegenwoordig ligt het station midden in de bebouwing. Op 26 mei 1968 werd station Birkerød onderdeel van de lijn A van de S-tog.
In 1984 bracht kunstenaar Jens Jørgen Thorsen een schildering van Jezus aan op een betonnen muur van het station. Vanwege het aanstootgevende karakter - de figuur van Jezus had een erectie - werd de schildering op last van de minister van transport overgeschilderd. In 2010 en 2011 waren er nieuwe plannen om de schildering weer opnieuw aan te brengen, dit keer door kunstenaar Uwe Max Jensen.
Solrød Strand · Karlslunde · Greve · Hundige · Ishøj · Vallensbæk · Brøndby Strand · Avedøre · Friheden · Åmarken · Ny Ellebjerg · Sjælør · Sydhavn · Dybbølsbro · København H · Vesterport · Nørreport · Østerport · Nordhavn · Svanemøllen  · Hellerup · Jægersborg · Lyngby · Holte · Birkerød ·  Høvelte · Allerød · Hillerød